# Тит Салвий Руфин Миниций Опимиан
Тит Салвий Руфин Миниций Опимиан (на латински: Titus Salvius Rufinus Minicius Opimianus) е сенатор на Римската империя през 2 век.
През 123 г. Опимиан е суфектконсул заедно с Гней Сентий Абурниан.